# Komprimeringsmetoder vid morsetelegrafering
Komprimeringsmetoder vid morsetelegrafering har utvecklats då även för rutinerade telegrafister överföring av ett meddelande med normal morsetelegrafering vid vissa tillämpningar tar längre tid än acceptabelt. Därför har efter hand olika metoder utarbetats för komprimering av budskapet så att överföringstiden reduceras. Nedan beskrivs några av dessa.

## Sifferkoder
Sifferkoder vid telegrafering har förekommit i flera olika serier. Den mest omfattande avser det kinesiska språket, som ju omfattar tusentals skrivtecken, ideogram, som svårligen låter sig översättas till sekvenser av långa och korta teckendelar. Man har då löst problemet så att man helt enkelt numrerar de nödvändigaste skrivtecknen i en lång lista och sänder det tal, som motsvarar önskat skrivtecken. 
Samuel Morses idé med kodböcker med numrerade budskap innebar väldiga luntor, opraktiskt stora, och de blev mer eller mindre onödiga efter uppfinningen av alfabet med kombinationer av långa och korta teckendelar. Men för begränsade, återkommande standardmeddelanden, kunde man nedbringa sändningstiden åtskilligt med numrerade meddelanden.
De mest kända serierna är de som användes vid de amerikanska järnvägarna, som behövde rapportera tågrörelser mellan de olika stationerna utefter de linjer som i järnvägarnas barndom var enkelspåriga samt serien för nyhetsbyråernas pressmeddelanden, särskilt börsrapporter.
Järnvägarna hade flera listor för speciella tjänstegrenar, vardera med standardmeddelanden numrerade från 1 till 99:
- meddelanden beträffande tågtrafiken
- tjänstemeddelanden rörande telegraftjänsten
- privatpersoners meddelanden

Definitionerna för meddelandena ändrades då och då, och det fanns många olika konkurrerande järnvägsbolag vid den aktuella tiden, som använde delvis olika koder för samma sak. En och samma kod kunde betyda olika saker, beroende på vilket bolag det gällde. Rekonstruktion av dessa i djupt historiskt dunkel dolda tolkningar är därför besvärlig och ofta motsägelsefull.
De flesta av dessa koder är glömda idag, men en del har överlevt bland radioamatörerna. Den mest kända är kanske kod 73, som (bl a?) har haft följande definitioner:
- 1853 My love to you.
- 1859 Accept my compliments. (Definierat i WU 92 Code 1 ). "WU" ska antagligen tolkas som Western Union, ett stort telegrafbolag.
- 1895 Best regards for the telegraph operators. (Senare blev det radio operators.)
- Mitten 1900-talet (bland radioamatörer): Bästa hälsningar!  (Ibland av okunnighet sänt som "Very best 73s" = språkgroda.) Med 2000-talets språkbruk ungefär Hej, då!  (Utan officiell sanktion i någon erkänd författning.)

En något udda tillämpning, utanför radioamatörernas led, är ett bruk som åtminstone fram till senare delen av 1900-talet tillämpades av tidskriften Electronics. Alla större artiklar avslutades där med talet 30, säkerligen infört av någon gammal telegrafist, med innebörden "Slut för idag". Se nedan!
Följande lista är en sammanställning från många olika källor och är därför en blandning av koder som används i de olika ovan nämnda tjänstegrenarna. 
| Kod | Betydelse |
| --- | --- |
| 1   | Visa stoppsignal. |
| 2   | Mycket viktigt. eller Bansektionen kan disponeras. |
| 3   | Bansektionsdisposition begäres för ett tåg som icke är passagerartåg. |
| 4   | Varifrån ska jag återuppta sändningen i meddelandet? (Används efter en apparatjustering under pågående trafik.) eller Ett tåg, som inte är ett passagerartåg, har kört in i bansektionen. |
| 5   | Har ni något att säga mig? eller Bansektionen är inte öppen för andra tåg än passagerartåg.                                                                                               |
| 6   | Jag är redo. |
| 7   | Tåg är på väg. |
| 8   | Håll er telegraferingsnyckel förbikopplad och bryt inte linjen för mig.1 eller Bansektionen öppnas; svara med tåglistan för den utökade sektionen.                                        |
| 9   | Tågorder begäres eller Kvittera med typ 13-meddelande.2 eller (för vissa bolag) Rätt, det stämmer. eller Håll er telegraferingsnyckel förbikopplad för trafik med företrädesrätt.1        |
| 10  | Håll den här linjen genomkopplad.1 |
| 12  | Rätt, det stämmer. |
| 13  | Har ni förstått? eller Jag har förstått. |
| 14  | Vad är det för väder? |
| 15  | Detta meddelande skall nedskrivas av både er och andra. |
| 17  | Visa stoppsignal. Tåg är på väg. eller Det är åska här. |
| 18  | Vad är det för fel eller problem? |
| 19  | Följande är en tågorder typ 19.3 |
| 21  | Uppehåll för måltid. |
| 22  | Jag är upptagen av trafik på en annan linje. eller Förbindelseprov. |
| 23  | Alla ska skriva. |
| 24  | Kollationera meddelandet. |
| 25  | Jag är upptagen av trafik på en annan linje.4 |
| 26  | Anslut jordledning. |
| 27  | Företrädesrätt, viktigt. |
| 28  | Kan ni läsa min sändning? |
| 29  | Privat, utbäres i slutet kuvert. |
| 30  | Slut på sändningarna för i dag (nyhetsbyråtrafik). |
| 31  | Följande är en tågorder typ 31. |
| 32  | Jag har förstått att jag skall - - -. |
| 33  | Vagnrapport. eller Svar betalt. |
| 34  | Meddelande till alla tjänstemän. |
| 35  | Ni kan ange mig som undertecknare vid svaret på detta. |
| 36  | Bansektionsdisposition önskas för ett passagerartåg. |
| 37  | Avvikelse. eller Informera alla berörda. |
| 39  | Viktigt, företräde för genomkopplad linje.1 |
| 44  | Svara direkt per tråd. |
| 46  | Ett passagerartåg har inträtt i bansektionen. |
| 47  | Visa signal. (Avser signalflaggor och signallyktor.) |
| 48  | Signaler visas. (Avser signalflaggor och signallyktor.) |
| 51  | Hälsningar! |
| 55  | Viktigt. |
| 56  | Bansektionen är inte öppen för passagerartåg. |
| 72  | Frid och vänskap.5 |
| 73  | Bästa hälsningar.6 |
| 88  | Puss och kram! 7 |
| 91  | Undertecknat av superintendenten (= staionschefen?). |
| 92  | Utbäres omgående. |
| 93  | Undertecknat av viceordföranden & verkställande direktören. |
| 95  | Undertecknat av ordföranden. |
| 99  | Avbryt sändningen! Jag behöver linjen för ett viktigt meddelande.8 |
| 134 | Vem sitter vid telegraferingsnyckeln? |

__________
1 Användes när flera stationer ligger seriekopplade på samma trådlinje. 
2 Innebörd av "typ 13-meddelande" okänd. Tryckfel i källan för "typ 31"? Jämför kod  31. 
3 En kompletterande order, som uthängd på en krok vid sidan om spåret skulle "fångas i flygande fläng" med "metspö" från loket, utan att tåget stannade vid stationen. 
4 Det framgår ej av källan vad det är för skillnad mellan kod 22 och kod 25. En hypotes är att det egentligen var samma sak men tillämpades olika vid skilda järnvägsbolag. (?)  
5 Bland radioamatörer som använder en uteffekt av högst 5 W med radiotelegrafi, kallat QRP, är detta en avslutningsfras i stället för 73. Ursprunget är oklart men anses ha att göra med att mindre effekt än normalt används då 72<73. 
6 73 används av radioamatörer vid avslutning av en telegrafiförbindelse. Oegentligt förekommer det ibland även vid telefoni. 
7 88 används ofta av radioamatörer, då en kontakt mellan en manlig och en kvinnlig operatör avslutas. Det anses inte opassande att sända detta till en gift man eller gift kvinna, utan det ses mer som en artighet. 
8 Vulgärtolkning: "Dra åt Helvete!" Det anses i radioamatörtrafik vara synnerligen ofint att sända denna kod. Det bryter mot de oskrivna lagar för uppträdande på radiobanden, som finns sedan radions barndom.  Ofta förkortas –  enligt praxis för sifferförkortning – i detta fall siffran nio till N, och sålunda sänds NN som skällsord.

## Phillipskoden
Phillipskoden är en speciell kod som användes i presstelegram vid tidiga trådtelegraflinjer, som nyhetsbyråerna anordnade i Nordamerika. Den utformades av amerikanen Walter P Phillips. Första utgåvan publicerades 1879. En större revision gjordes 1907-01-08.
Ord som ofta förekommer i denna typ av meddelanden, sändes starkt förkortade enligt en standardiserad lista om ca 6 000 poster. Grundprincipen var att man utgick från ordets rot och drog ihop den till 1 … 3 karakteristiska bokstäver, i undantagsfall 4, när det var nödvändigt för att bilda unika koder (SOVY =  sovereignity, SOY =  society). Ett undantag med 5 bokstäver gjordes dessutom för POTUS = The President of the United States. Koden rättar sig inte alltid efter ordets stavning, utan ofta baseras den på ordets uttal. Exempelvis betyder HR såväl here (här) som hear (höra),  vilket uttalas på samma sätt. Sammanhanget avgjorde tolkningsföreträdet. Ett annat exempel där uttalet fick styra är IX = it is (X uttalas iks på engelska).
Några grammatiska regler för suffix var:
• B betyder -able
• D i slutet av ett verb betyder imperfekt
• G betyder -ing
• S i slutet av ett substantiv innebär plural
En van telegrafist kan med hjälp av skrivmaskin ta emot långt snabbare än den skickligaste telegrafist kan sända för hand. (Maskinsändning av morsetelegram förekom inte vid den tid då phillipskoden var aktuell. Den sista officiella listan utgavs 1925.) Vana telegrafister lärde sig koden utantill, och skrev vid mottagningen ner motsvarande klartext direkt. Phillipskodade telegram kunde sändas på ungefär halva den tid det annars skulle ta att sända originaltexten i oförkortad form.
| AB  | about      | D    | in the               | KW   | know          | PNG   | pending                        | T    | the            |
| ABV | above      | DCN  | decision             |      |               | PX    | price                          | TGH  | telegraph      |
| ADZ | advice     | DD   | did                  | LV   | leave         | PXL   | political                      | TGR  | together       |
| AF  | after      | DT   | do not               |      |               | POTUS | President of the United States | THU  | The House      |
| AG  | again      | DUX  | duplex               | M    | more          |       |                                | TI   | time           |
| AGM | agreement  |      |                      | MK   | make          | Q     | on the                         | TK   | take           |
| AJ  | adjust     | EMGY | emergency            | MSG  | missing       | QK    | TM                             | them |                |
| ANR | another    | EQ   | equip                | MSJ  | message       |       |                                | TNK  | think          |
| AR  | answer     | EQPT | equipment            | MSR  | measure       | REPT  | repeat                         | TRU  | through        |
| AX  | ask        |      |                      |      |               | REQ   | request                        | TS   | this           |
| AY  | any        | F    | of the               | N    | not           | RLAV  | relative                       | TT   | that           |
| AYG | anything   | FD   | find                 | NA   | name          | RLV   | releave                        | TTT  | that the       |
| AYM | any more   | FJ   | found                | NF   | notify        | RPT   | represent                      | TW   | tomorrow       |
|     |            | FM   | from                 | NI   | night         | RPV   | representative                 | TY   | they           |
| B   | be         | FO   | for                  | NTG  | nothing       | RQ    | require                        |      |                |
|     |            | FS   | first                | NUM  | number        | RSD   | reside                         | U    | you            |
| BC  | because    | FT   | for the              | NR   | near          | RSG   | resign                         | UN   | until          |
| BD  | board      | FYI  | for your information | NV   | never         | RSL   | resolve                        | UR   | your           |
| BF  | before     |      |                      | NW   | now           |       |                                |      |                |
| BH  | both       | G    | from the             | NX   | next          | S     | send                           | VY   | very           |
| BK  | break      | GD   | good                 |      |               | SAC   | Senate Committee               |      |                |
| BN  | been       | GG   | going                | OAC  | on account of | SAF   | soon as feasible               | W    | width          |
| BTL | battle     | GTG  | getting              | OD   | order         | SAP   | soon as possible               | WAM  | ways and means |
| BTN | between    | GV   | give                 | OFS  | office        | SCF   | sacrifice                      | WD   | would          |
| BTR | better     | GM   | gentleman            | OP   | operate       | SD    | should                         | WG   | wrong          |
|     |            |      |                      | OT   | owing to      | SED   | said                           | WH   | which          |
| C   | see        | H    | has                  | OTR  | other         | SES   | says                           | WI   | will           |
| CCN | conclusion | HD   | had                  | OV   | over          | SM    | some                           | WIN  | within         |
| CD  | could      | HM   | him                  |      |               | SMG   | something                      | WIT  | witness        |
| CK  | check      | HR   | here, hear           | P    | per           | SN    | soon                           | WK   | week           |
| CKT | circuit    | HS   | his                  | PA   | Pennsylvania  | SNC   | since                          | WN   | when           |
| CL  | call       | HV   | have                 | PCU  | preclude      | SOVY  | sovereignity                   | WO   | who            |
| CLO | close      | HW   | how                  | PGH  | paragraph     | SOY   | society                        | WR   | where          |
| CLR | clear      |      |                      | PKG  | packing       | SPK   | speak                          | WS   | was            |
| CMB | combine    |      |                      | PKJ  | package       | SPL   | special                        | WT   | what           |
| CNG | change     | ICW  | in connection with   | PKU  | peculiar      | SPN   | suspicion                      | WY   | why            |
| CT  | connect    | IM   | immediately          | PLS  | please        | SPQ   | speak                          |      |                |
| CU  | current    | INVG | investigate          | PMNT | prominent     | STN   | station                        | YA   | yesterday      |
| CY  | copy       | IX   | it is                | PMT  | permit        | SVL   | several                        |      |                |

Ett tillämpningsexempel
Ett presstelegram med 188 bokstäver:
The decision could mean the end of the unprecedented two year custody battle, the first in the United States in which a surrogate mother was taken to trial for backing out of an agreement to turn over a child she bore under contract.
kunde sändas med 116 tecken så här:
T DCN CD MEAN T END F UNPRESEDENTED TWO Y CDY BTL T FS D US X A SURROGATE MOTHER WS TKN TO TRL FO BACKING OUT O AN AGM TO TURN OV A CHILD SHE BORE UND CAK.
vilket innebär en komprimering till 61,7 %.
Komprimering av sifferuttryck beskrivs i Morsealfabetet#Phillipskoden.

## Amatörradiotrafik
Amatörradiotrafik med morsetelegrafi förekommer främst på kortvåg och i regel alltid i speciella delar av frekvensbanden där endast telegrafi är tillåten. Förvanskningar och störningar i överföringen gör att morsetelegrafin än idag endast slås av de allra mest sofistikerade digitala transmissionssätten i de fall det viktiga är att över huvud taget få igenom ett meddelande. 
Överföringen präglas av olika typer av förkortningar och koder. Många av dagens SMS-förkortningar har sitt ursprung i morsetelegrafin. Ortnamn och personnamn samt adresser och andra viktiga uppgifter förkortas aldrig då missförstånd annars kan uppstå. Anropssignaler får aldrig förkortas av uppenbara skäl.